# Фомин, Василий Кузьмич
Васи́лий Кузьми́ч Фоми́н (1896, Ижевский завод, Вятская губерния — 10 февраля 1938, Москва) — деятель ВКП(б), председатель Исполнительного комитета Ярославского областного Совета. Входил в состав особой тройки НКВД СССР.

## Биография
Родился в 1896 году в посёлке Ижевского завода Вятской губернии. После Февральской революции, в марте 1917 года, вступил в РСДРП(б). Его дальнейшая жизнь была связана с работой в партийных и советских структурах:
- 1918—1921 годы — заместитель председателя Сарапульского совета, член коллегии Ижевского городского отдела народного образования, председатель Уржумского укома РКП(б), заведующий Организационным отделом Ижевского городского райкома РКП(б), заведующий Организационным отделом Вятского губкома РКП(б).
- 1921—1923 годы — ответственный секретарь Обкома РКП(б) Вотской автономной области.
- 1923—1924 годы — член Центральной Контрольной Комиссии РКП(б), на партийной работе в Чимкенте.
- 1928—1930 оды — ответственный секретарь Семипалатинского окружкома ВКП(б), партийная работа в Петропавловске и Москве.
- 1934—1937 годы — член Центральной Ревизионной Комиссии ВКП(б).
- 1934—1935 годы — 1-й секретарь Обско-Иртышского обкома ВКП(б), 2-й секретарь Организационного бюро ЦК ВКП(б) по Омской области.
- 1935—1937 годы — 2-й секретарь Омского обкома ВКП(б). Этот период отмечен вхождением в состав особой тройки, созданной по приказу НКВД СССР от 30.07.1937 № 00447[1] и активным участием в сталинских репрессиях[2].
- Июль-октябрь 1937 года — председатель Исполкома Ярославского областного совета.

Избирался делегатом XII съезда РКП(б) и XVII съезда ВКП(б).

## Завершающий этап
Арестован 10 октября 1937 года. Приговорён к ВМН ВКВС СССР 8 февраля 1938 года.
Обвинялся в участии в контрреволюционной террористической организации по статьям 58-1а, 58-8, 58-11 УК РСФСР. Расстрелян 10 февраля в Москве. Реабилитирован 26 апреля 1956 г. определением ВКВС СССР за отсутствием состава преступления.